# 원산동 (목포시)
원산동(元山洞)은 전라남도 목포시의 행정 구역이다.

## 개요
옛 버덕골 지금의 본옥동 마을 일대와 1932년 3월 15일 공유수면 매립 준공면허를 받아 염전과 잡종지로 이용되는 토지를 1988년 4월 21일 죽산토지 구획정리 사업을 통해 개발된 지역과 원산정이라는 지명을 가진 마을부근에 조성된 아파트 단지에 인구가 증가됨에 따라 이 지명을 따 원산동이라 하였다.

## 연혁
- 1997년 1월 1일 행정동 분합으로 산정3동에서 분동 원산동 개소

## 주거
| 단지명         | 건설사                | 시행사       | 주소                      | 입주       | 비고     |
| -------------- | --------------------- | ------------ | ------------------------- | ---------- | -------- |
| 연산주공 3단지 | 남도건설㈜            | 대한주택공사 | 원산중앙로 87 (연산동)    | 1997년 3월 |          |
| 연산주공 4단지 | 공영토건㈜ ㈜명지건설 | 대한주택공사 | 원산중앙로 87 (연산동)    | 1996년 7월 | 국민임대 |
| 연산주공 5단지 | 송촌건설㈜            | 대한주택공사 | 원산중앙로 109-1 (연산동) | 1998년 5월 |          |

## 교육
- 목포서해초등학교
- 목포연산초등학교
- 목포공공도서관